# Siège de Godesberg
Vous lisez un « bon article » labellisé en 2017.
Guerre de Cologne
Le siège de Godesberg, qui se déroule entre le 18 novembre et le 17 décembre 1583, est le premier siège majeur de la guerre de Cologne, qui ravagea l'électorat de Cologne de 1583 à 1588, et s'étendit aux provinces voisines. 
La forteresse de Godesburg est défendue par les partisans de Gerhard Truchsess de Waldbourg, prince-électeur et archevêque de Cologne, qui est à la tête de l'électorat de Cologne, l'une des principautés ecclésiastiques du Saint-Empire romain germanique, et qui s'est converti au protestantisme. Gerhard, qui s'est marié, cherche à transformer la principauté ecclésiastique en une principauté civile et héréditaire, et a été excommunié par le pape Grégoire XIII. Un autre archevêque a été nommé, Ernest de Bavière, prince-évêque de Liège, qui cherche à éliminer Gerhard et à rétablir le pouvoir de l'Église catholique dans la principauté. 
Réputée inexpugnable, la forteresse est établie sur un éperon rocheux escarpé, le Godesberg. Sa construction a commencé au XIIIe siècle et il s'agit donc d'un château fort de type médiéval. Au fil du temps, l'Électorat renforce les murs de la forteresse et réaménage ses tours. Au XIVe siècle, il y construit une petite résidence privée et un puissant donjon où sont conservées notamment les archives électorales. L'intérêt que porte l'Électorat à cette forteresse est compréhensible : elle occupe un emplacement stratégique, dominant la vallée du Rhin, et commande la route reliant Bonn, capitale politique de la principauté, et Cologne, sa capitale économique. Ce rôle stratégique, et l'importance et la puissance de la construction, en font l'un des symboles du pouvoir des princes-électeurs et archevêques de Cologne.
Toutes ces raisons expliquent que la forteresse soit convoitée par Ernest de Bavière et le camp catholique : la prise de la place forte serait un coup fatal porté à Gerhard et au camp protestant. En novembre 1583, les soldats et mercenaires bavarois encerclent l'escarpement rocheux au sommet duquel se dresse le Godesburg, et prennent le contrôle du village situé en contrebas, qui porte le même nom que l'escarpement rocheux, Godesberg.
La seule tactique utilisable par les assaillants est d'employer l'artillerie, dans des conditions défavorables et sans grand résultat. Alors que les défenseurs résistent tant bien que mal aux canonnades et qu'un assaut direct de la forteresse reste impossible, les Bavarois creusent une sape et font sauter les fondations du mur oriental. L'explosion tue sur le coup une dizaine d'hommes parmi les défenseurs du fort mais, paradoxalement, les décombres qui en résultent entravent la progression des assaillants, ce qui encourage la garnison à intensifier la défense du château. Les Bavarois prennent cependant le contrôle du fort après que quelques soldats aient réussi à pénétrer dans la cour intérieure du château par les latrines. Le commandant du Godesburg et quelques survivants se réfugient alors dans le donjon et menacent de s'en prendre aux prisonniers bavarois détenus dans les cachots. Le commandant obtient ainsi un sauf-conduit pour lui-même, sa femme et son lieutenant, tandis que les autres défenseurs du fort sont massacrés. Le mois suivant, Bonn tombe sous le contrôle des Bavarois.
À l'emplacement du village de Godesberg se trouve de nos jours la ville de Bad Godesberg, toujours dominée par l'imposant donjon du Godesburg qui a résisté au siège.

## Contexte historique
Pour un article plus général, voir Guerre de Cologne.

### Généralité

Les possessions séculières de l'électorat s'étendent sur soixante kilomètres le long du Rhin. Les lignes grises montrent les frontières modernes de l'Allemagne, de la Belgique et des Pays-Bas.

Les circonstances qui ont abouti à la guerre de Cologne sont d'une part la conversion au calvinisme du prince-électeur de l'électorat de Cologne, Gerhard Truchsess de Waldbourg, et d'autre part le mariage de ce dernier avec Agnes de Mansfeld-Eisleben en 1583. Lorsqu'il refuse plus tard de renoncer à l'évêché, une faction du clergé issue du chapitre des chanoines élit un nouvel archevêque, Ernest de Bavière, de la Maison de Wittelsbach.
Dans un premier temps, les troupes en lice pour l'archevêché de Cologne s'affrontent pour le contrôle du clergé et, en quelques mois, la querelle s'étend jusqu'à inclure les partisans du palatinat du Rhin du côté des protestants et du duché de Bavière dans les rangs des catholiques. Ces derniers engagent des mercenaires italiens ayant reçu l'aval du pape pour étoffer leurs rangs. En 1586, le conflit se généralise après l'implication directe des Pays-Bas méridionaux qui rejoignent le camp catholique, en plus de l'engagement d'Henri III et de la reine Élisabeth Ire au côté des protestants.
Alors que le conflit n'est au début qu'une querelle locale entre deux dynasties ayant acquis des connotations religieuses, les sénéchaux (Truchsess) de la maison de Waldbourg et les ducs de la maison de Wittelsbach, il provoque rapidement de vastes répercussions sur l'équilibre politique, social et dynastique du Saint-Empire romain germanique. Il met également en évidence les limites du principe de réserve ecclésiastique établi lors de la Paix d'Augsbourg de 1555 car, dans un territoire ecclésiastique établi, si le prélat change de religion, ses sujets ne sont pas obligés de faire de même, et lui-même doit alors démissionner de son poste, bien que l'accord de 1555 ne l'impose pas.

### Controverse sur le mariage et la conversion de Gerhard Truchsess de Waldbourg
Agnes de Mansfeld-Eisleben est chanoinesse protestante du couvent de Gerresheim (actuellement un quartier de Düsseldorf).

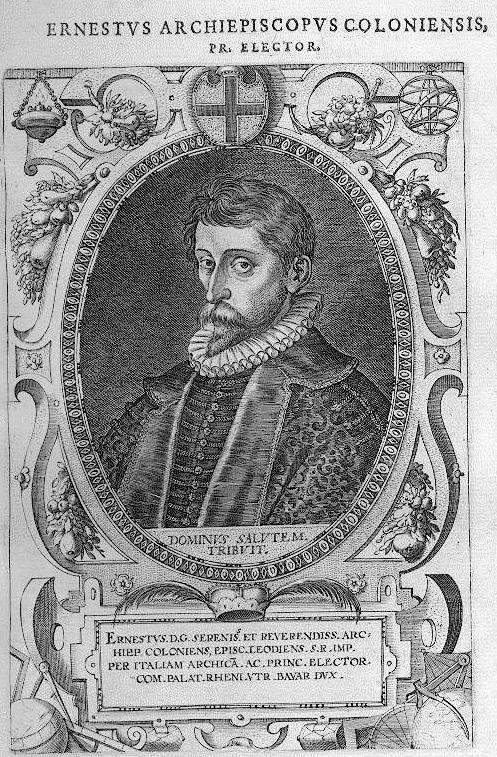
Ernest de Bavière.

À partir de 1579, elle entretient une liaison amoureuse avec l'archevêque de Cologne, Gerhard Truchsess de Waldbourg. Pour défendre son honneur, deux des frères de Gerhard parviennent à le convaincre d'épouser Agnès. Profondément amoureux, il irait même jusqu'à se convertir au calvinisme pour elle. Des rumeurs se répandent alors dans tout l'électorat selon lesquelles Gerhard se serait converti à une autre religion mais refuserait de renoncer à sa position de prince-électeur de l'Électorat de Cologne. Un cas similaire s'est cependant déjà produit, lorsque Hermann de Wied s'était converti au protestantisme et avait démissionné en 1547. Salentin d'Isembourg-Grenzau, le prédécesseur de Gerhard, avait quant à lui renoncé à son mariage afin de bénéficier du siège de prince-électeur. En décembre 1582, Gerhard annonce officiellement sa conversion au calvinisme et étend l'égalité des droits religieux aux protestants de l'électorat. En février, il épouse Agnes et vers la fin du mois de mars 1583, il est excommunié par le pape, après quoi le chapitre cathédral s'empresse d'élire un archevêque en la personne d'Ernest de Bavière. Les partisans des deux archevêques commencent alors à rassembler leurs troupes en vue d'un inévitable affrontement, étant donné les circonstances. Les troupes d'Ernest sont cependant supérieures en nombre, surtout après que le pape a entrepris d'engager 5 000 mercenaires de la famille Farnèse pour les soutenir. Le frère d'Ernest, le duc de Bavière, lui fournit une armée puis il s'arrange pour que les troupes de Ferdinand prennent possession de l'Oberstift, le territoire méridional de l'électorat. Il envoie ensuite ses hommes piller et saccager les villages environnants.
Avec le soutien d'Adolf de Neuenahr et du comte Solms, Gerhard est assuré d'obtenir les territoires du nord et de l'est de l'électorat, où il détient un avantage géographique certain à cause de sa proximité avec les provinces rebelles néerlandaises. Dans le sud, cependant, les troupes de Ferdinand chassent les soldats de Gerhard postés dans les villages de Bad Neuenahr-Ahrweiler et Linz, et ceux qui ne parviennent pas à s'échapper sont capturés. À l'automne 1583, la majeure partie de l'Oberstift tombe aux mains de l'armée de Ferdinand et bon nombre des partisans de Gerhard — y compris son frère — regagnent leur foyer. Il s'agit pour certains d'honorer la promesse faite après leur capture : leur libération contre leur désengagement du conflit. Jean-Casimir du Palatinat, le frère de Louis VI du Palatinat, retourne sur ses terres après la mort de son frère. Entre-temps, les partisans de Gerhard commencent à critiquer son incapacité chronique à payer ses troupes, et les intimidations et menaces perpétrées par Rodolphe II n'arrangent pas les choses. Vers la fin du mois d'octobre 1583, la majeure partie de l'Oberstift tombe aux mains des envahisseurs bavarois, et seules résistent encore les forteresses de Godesburg et de Bonn, ainsi que la cité fortifiée de Poppelsdorf.

## La forteresse de Godesburg

### Édification
La première pierre de la forteresse de Godesburg est posée le 15 octobre 1210 sur ordre de Dietrich d'Hengebach, archevêque de Cologne. À l'époque, sa position à la tête de l'électorat est vivement controversée et il n'a de cesse de se battre pour conserver son titre. Ses adversaires ont cependant raison de lui et il est démis de ses fonctions en 1212. Après sa mort, ses successeurs continuent l'édification de la forteresse, qui est citée dans les chroniques des siècles suivants comme un symbole de la puissance de l'archevêque de Cologne, dans le domaine tant séculier qu'ecclésiastique. Le château de Godesburg est édifié au sommet d'une colline escarpée, à environ 120 mètres au-dessus du Rhin, ce qui rend difficile un siège éventuel. La route qui mène à son entrée comporte des virages en lacet, de façon à rendre presque impossible l'utilisation d'un bélier. Ces virages sont surplombés par le mur du château, ce qui expose directement les assaillants aux tirs depuis la forteresse. Vers la fin du XIVe siècle, la forteresse devient le dépôt officiel des objets de valeur et des archives de l'électorat. Au milieu du XVIe siècle, après la construction d'appartements, le château devient une demeure très appréciée des électeurs, communément appelée le Lieblingssitz.

### Style architectural

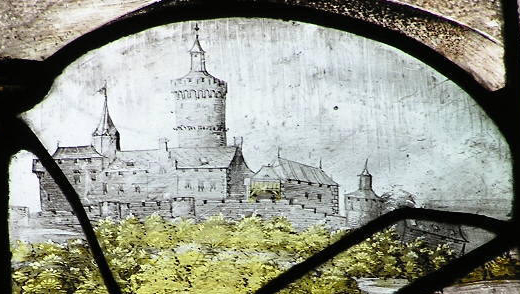
La forteresse de Godesburg avant sa destruction, représentée sur un vitrail, vers 1500. Cette illustration est considérée comme la seule image détaillée du château tel qu'il était avant sa destruction. L'image montre la structure vue du nord, et la chapelle Saint-Michel est visible à droite, au premier plan.

La forteresse est construite à l'origine dans un style médiéval. Sous le règne de Siegfried II de Westerburg (1275–1295), le château a résisté victorieusement à un siège de cinq semaines mené par le comte de Clèves. Les archevêques qui se sont succédé ont par ailleurs continué à améliorer les fortifications du château, en construisant des murs plus résistants et en ajoutant des niveaux supplémentaires au donjon, qui a la particularité d'avoir une section cylindrique, se distinguant des autres forts médiévaux généralement de forme carrée. Outre l'ajout d'un logis, les archevêques ont agrandi les ouvrages intérieurs pour y inclure des cachots et une chapelle. Ils ont aussi fortifié les murs avec des tours et créneaux, ajouté une courtine et réaménagé la route qui mène à l'entrée par une série de virages en lacet. Durant les années 1580, le château de Godesburg devient la résidence privilégiée du prince-électeur. Tout en gardant certains traits médiévaux, le château intègre progressivement les nouveaux standards de la fortification moderne, promus par les architectes militaires italiens. Son emplacement ne permet cependant pas la mise en œuvre du tracé à l'italienne, mais ses cordons de murs épais et arrondis ainsi que ses portes massives en fer forgé le classent parmi les plus sûrs des châteaux forts de l'époque.

### Aspect stratégique
Malgré sa conception médiévale qui n'est plus adaptée aux techniques de siège du XVIe siècle, Godesburg a le désavantage pour un assiégeant de se trouver sur une position escarpée difficile d'accès. Des forteresses semblables ou celles plus récentes qui bénéficient du tracé à l'italienne, telles les villes de plaine des Provinces-Unies, rendent de plus en plus difficiles et coûteux les efforts de guerre au XVIe siècle. La victoire ne consiste plus seulement à remporter une seule et unique bataille décisive contre l'armée ennemie. Elle repose sur la prise successive de villes fortifiées ou de forteresses isolées, opération longue et coûteuse pour les deux camps. Dans certains cas, une démonstration de force de l'attaquant peut suffire à convaincre les défenseurs de la forteresse de se rendre. Mais lorsque ceux-ci décident de tenir la place forte, un siège coûteux est inévitable, pouvant entraîner des dégâts considérables et de lourdes pertes humaines, voire une mise à sac. Lorsqu'une ville décide de capituler, elle doit prendre en charge les soldats ennemis pendant une courte trêve lors de laquelle l'envahisseur décide du sort des vaincus. 
Parfaitement conscient de la difficulté du siège, Ernest de Bavière met au point une tactique dont le succès repose sur la puissance de ses canons.

## Déroulement du siège

### Prélude et forces en présence

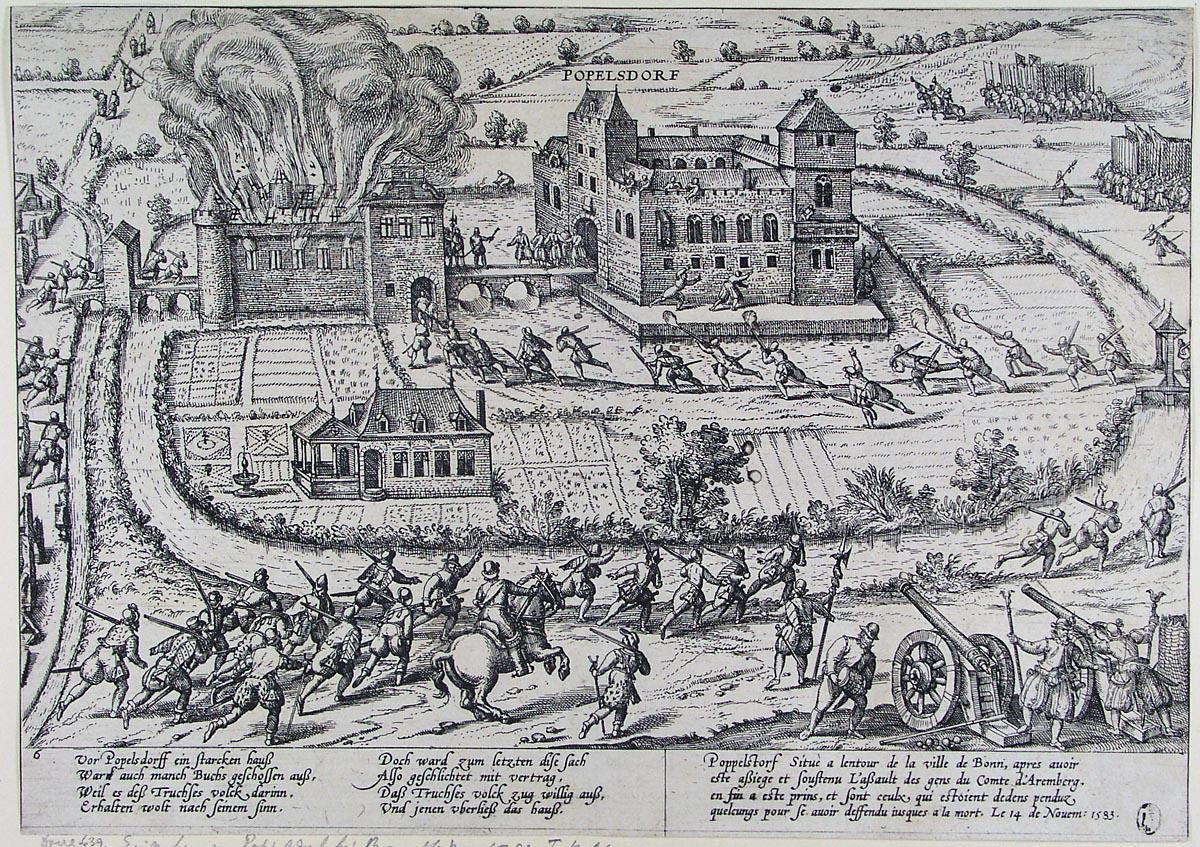
À Poppelsdorf, la maison de campagne de Gerhard est prise par les partisans d'Ernest en novembre 1583. Ils se dirigent ensuite vers Godesberg pour prendre la forteresse.

Le 3 et 4 novembre, Ferdinand de Bavière (le frère d'Ernest) et le comte d'Arenberg prennent le château de l'électeur à Poppelsdorf et, le 18 novembre, ils se préparent à prendre d'assaut la forteresse de Godesburg. Pour les Bavarois, la prise de Godesburg est d'une importance stratégique capitale pour une éventuelle attaque contre Bonn, capitale de l'électorat,.
La forteresse est défendue par le lieutenant-colonel Felix Buchner, secondé par le capitaine de la Garde Eduard Sudermann, ainsi que par une garnison de soldats néerlandais équipés de quelques canons. Sudermann est un patricien originaire de Cologne, fils du Bürgermeister Heinrich Sudermann, qui est également juriste et ambassadeur, et compte parmi les hommes les plus influents de la ville impériale et des capitales marchandes du nord de l'Allemagne. Selon les sources contemporaines, environ 180 personnes occupent le château, dont des paysans et les soldats néerlandais, mais aussi un nombre inconnu de femmes et d'enfants. La forteresse abrite également plusieurs prisonniers bavarois dont l'abbé de Heisterbach, Johann von St. Vith, qui est emprisonné en juillet 1583 après que les troupes de Sudermann ont saccagé plusieurs villages de la région et pillé le monastère de Heistenbach. Parmi les autres prisonniers détenus à Godesburg, on peut citer Gerhard von Bothmer, le suffragant (évêque auxiliaire) de Hildesheim, ainsi que le capitaine Ranucino de Florence,,. Pour assiéger la forteresse, Ferdinand dispose de plus de 400 fussvolk (fantassins) et de cinq escadrons de cavaliers, mais aussi d'une demi-douzaine de canons de gros calibre appelés couleuvrines. Ses soldats, parmi lesquels figurent des mercenaires espagnols et italiens, s'installent dans les villages voisins et y commettent viols, meurtres, incendies volontaires et pillages. Le 18 novembre, le premier jour du siège, Ferdinand envoie un émissaire pour demander aux occupants du château de se rendre sans condition ; Buchner et sa garnison lui répondent qu'ils ont prêté serment d'allégeance à Gerhard et qu'ils donneront leur vie au combat s'il le faut.

### Canonnade (18au28 novembre 1583)
Dans un premier temps, Ferdinand prend le contrôle du village au pied de la montagne et encercle la forteresse. Il consacre deux jours à étudier les alentours du château afin de déterminer le meilleur angle d'attaque. Il estime cependant que les engins de siège classiques (la tour de siège, le trébuchet) seraient inutilisables du fait de l'importance de l'escarpement, qui non seulement met la forteresse en position dominante, mais encore rend très difficile l'accès à la muraille. Les assiégeants n'ont donc d'autre choix que d'engager leur artillerie, bien que sa position en contrebas soit défavorable. Ferdinand place d'abord trois canons dans le village de Godesberg, et commence à faire feu sur les murs de l'aile sud-est du château. Chaque nuit, les défenseurs du château réparent les dégâts et, au lever du soleil, la canonnade reprend et se poursuit jusqu'au crépuscule. Les canons et les mortiers sont cependant peu efficaces contre la fortification, et la chute des pierres fracassées par les impacts endommage les matériels des assiégeants. Pendant ce temps, Gerhard commence à douter des capacités de la garnison à défendre le château. Afin d'obtenir le soutien financier des États protestants, il écrit en novembre 1583 à l'archevêque de Cantorbéry à Londres.

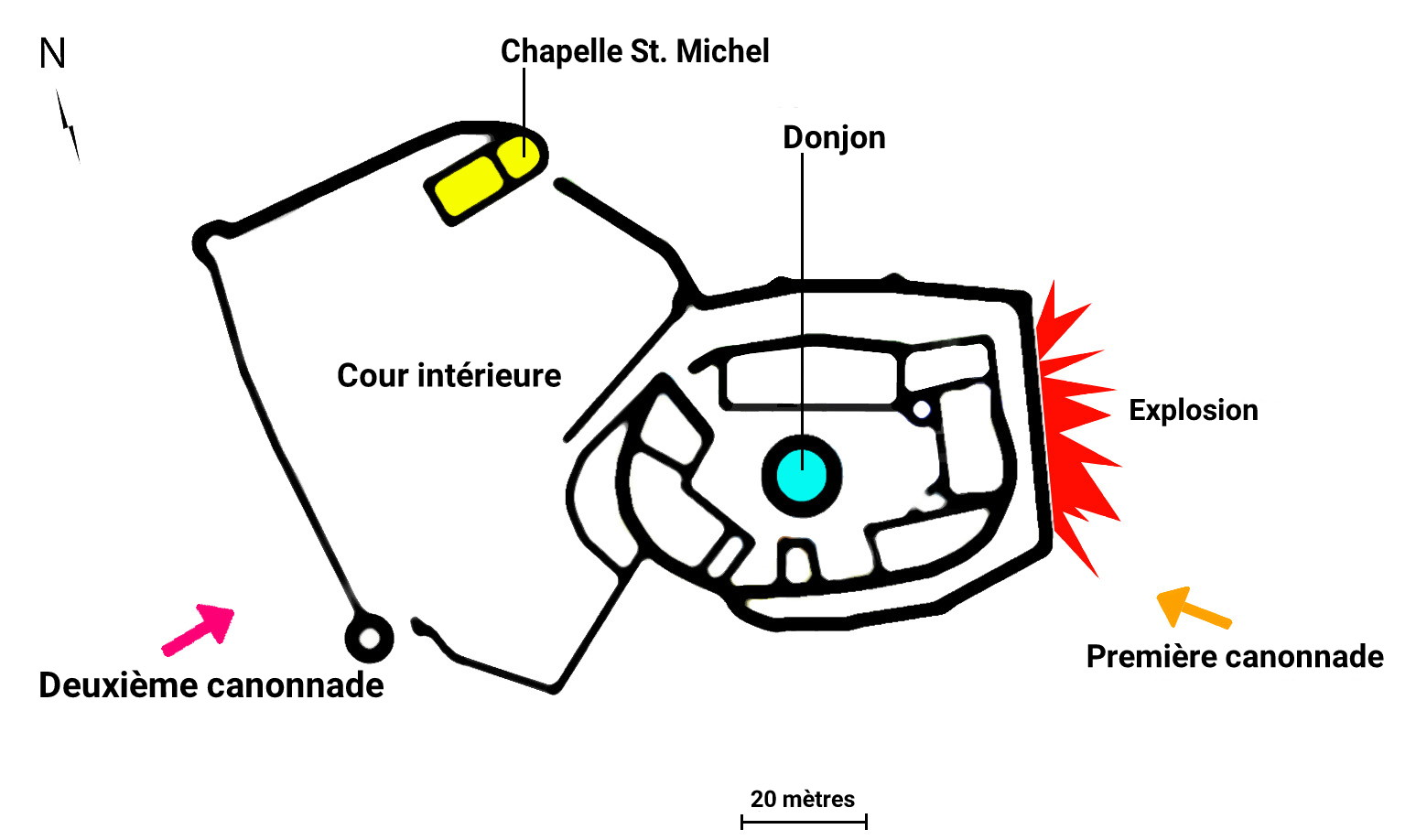
La première canonnade eut lieu depuis le sud-est. Les canons sont positionnés dans le village de Godesberg au pied de la montagne, tandis que la deuxième canonnade survient à partir d'un vignoble à l'ouest.

Malgré le refus des Anglais de soutenir financièrement Gerhard, Ferdinand n'arrive pas à bout des défenseurs du château. Le 28 novembre, soit dix jours après le début du siège, il a gaspillé plusieurs milliers de livres de poudre à canon sans pour autant inquiéter les premières lignes de front des défenseurs du fort. Ferdinand déplace alors ses canons sur une position plus élevée, dans un vignoble sur les coteaux à l'ouest du château de Godesburg. Ce nouvel emplacement donne aux tirs une trajectoire plus favorable. En quelques heures seulement, la canonnade finit par percer une brèche à l'est de la fortification. Ferdinand envoie immédiatement trois experts italiens pour évaluer les dégâts et la possibilité d'un assaut par la brèche. Ceux-ci estiment qu'un tel assaut ferait un grand nombre de victimes du côté des assaillants. En outre, les défenseurs ont encore l'avantage de la hauteur et continuent à tirer sur les assaillants à partir de plusieurs tours et positions défensives à l'intérieur des murs. Ils ont déjà réparé les brèches causées par la canonnade et renforcé les murs, les rendant aussi efficaces qu'auparavant. Ils enlèvent ensuite le toit de la chapelle Saint-Michel dans la cour extérieure du château et en remplissent l'intérieur de terre afin de renforcer les murs, puis ils y placent une partie de leur artillerie.
Ferdinand décide alors de ne pas poursuivre la canonnade. Incapable d'investir le château, il n'a plus que deux options : abandonner le siège, ce qu'il ne peut pas faire, ou procéder à la sape de la forteresse. En cas de réussite, cette opération de dernier recours, à la fois longue et risquée, permettrait de mettre fin au siège.

### Sape (16 décembre 1583)
Ferdinand ordonne alors à contrecœur de procéder à la sape du château, en creusant dans le flanc de la montagne. La tâche est à la fois difficile et dangereuse, car les sapeurs travaillent sous les tirs continus des défenseurs du château, qui intensifient les salves d'armes légères et les jets de pierres. Des paysans locaux sont contraints par les Bavarois de participer à ce travail de sape. Beaucoup d'entre eux périssent, à l'avantage des sapeurs dont les pertes sont ainsi réduites.
Le 6 décembre, les sapeurs atteignent le côté sud-est du mur extérieur de la forteresse et creusent pendant encore dix jours le basalte sur lequel est bâti le château. Ils achèvent leurs travaux le 16 décembre et mettent 680 kilogrammes de poudre explosive dans la mine. Pendant ce temps, Ferdinand rapporte le déroulement du siège dans une lettre adressée à son frère aîné, Guillaume V, en date du 15 décembre 1583 : « La forteresse repose sur une roche solide. Hier, nous avions atteint le mur extérieur du château, et dans un jour ou deux, nous le ferons sauter. »

### Destruction de la forteresse (17 décembre 1583)
Le 17 décembre, Ferdinand demande une dernière fois aux défenseurs du château de se rendre. Ces derniers répondent qu'ils défendront le Godesburg même s'ils doivent tous y laisser leur vie. Un rapport daté du 23 décembre 1583 fait état qu'après avoir refusé cette dernière requête de Ferdinand, les défenseurs retournent tranquillement dans leurs quartiers pour déjeuner.

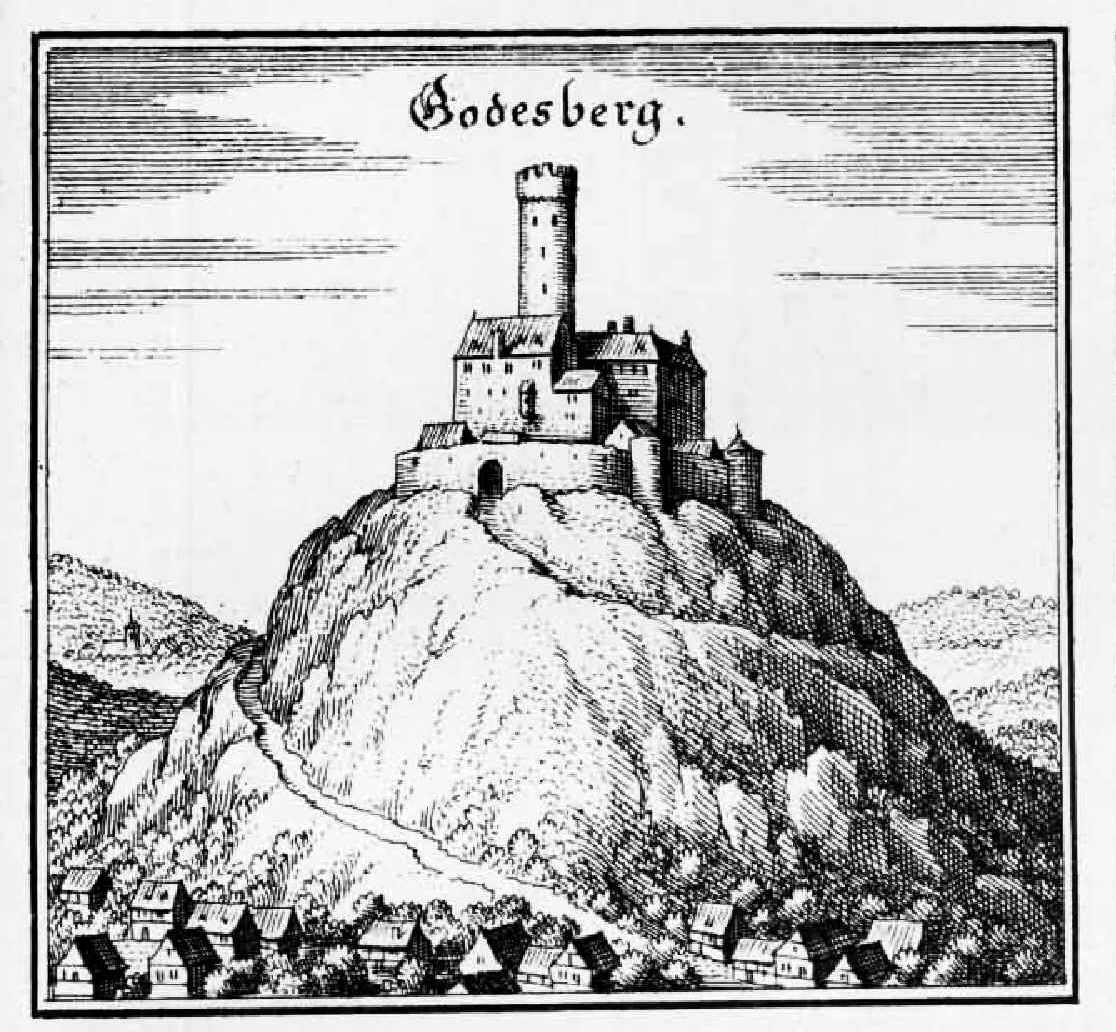
Gravure de Matthäus Merian représentant la forteresse avant sa destruction.

Ferdinand ordonne alors à quatre cents de ses hommes de se tenir prêts à s'emparer du château juste après l'explosion de la mine, tandis que le reste de ses fantassins et sa cavalerie se postent dans les champs en contrebas. Certaines sources affirment que la mèche est allumée vers 13 heures, alors que l'historien Heinrich Joseph Floß soutient que l'explosion s'est en réalité produite durant la matinée. Cependant, toutes les sources s'accordent à affirmer que la puissance de l'explosion était prodigieuse, à tel point que les débris des tours et des murs sont projetés dans les airs après la détonation et que presque la moitié du château s'est écroulée instantanément. Selon l'article d'un journal daté du 13 janvier 1584, les débris de pierres venant du château ont endommagé ou détruit complètement les maisons situées au pied de la colline.
Au milieu des flammes et des décombres, les troupes d'Arenberg et de Ferdinand entament l'assaut final du château, mais leur progression est d'abord entravée par les amoncellements de débris laissés par l'explosion. De plus, alors que près de la moitié de la garnison a péri dans l'explosion et l'effondrement des murs extérieurs, les survivants manifestent une résistance farouche en jetant des pierres sur les assaillants à mesure qu'ils approchent, causant un grand nombre de victimes. Frustrés, une quarantaine d'assaillants attachent ensemble deux échelles et les utilisent pour ramper le long de la canalisation des latrines qui se vident sur le flanc de la colline, accédant ainsi à l'intérieur du château, où ils massacrent une vingtaine de protestants. Le reste des occupants du château, soit environ soixante-dix hommes dont Buchner et Sudermann, mais aussi le commandant de la garnison et son lieutenant, se réfugient dans le donjon du château, après quoi l'infanterie de Ferdinand obtient enfin un accès libre à la forteresse. Ce dernier assaut dure environ deux heures.

### Phase finale du siège: défaite et massacre des protestants
À court de solution, Buchner entame les négociations, en prenant en otage des prisonniers bavarois détenus dans le château. Il exige un sauf-conduit pour lui-même et sa femme, ainsi que pour son lieutenant Sudermann. Ferdinand accepte la requête de Buchner. Certaines sources affirment par ailleurs que l'abbé de Heisterbach, l'un des prisonniers détenus dans le château, a été traité décemment par Buchner tout au long de sa détention, et a par conséquent demandé que la vie de Buchner soit épargnée. Les prisonniers sont alors libérés et Buchner, sa femme et Sudermann sont évacués discrètement par Ferdinand et Arenberg. Après cela, les troupes bavaroises mettent le château à sac avec d'autant plus de hargne qu'elles ont été éprouvées par ce long siège. Tous ceux qui sont restés dans le donjon — soldats, hommes, femmes et enfants — sont massacrés, certains à l'intérieur, d'autres dans la cour en contrebas. Les exécutions ont duré tard dans la nuit. Au total, 178 personnes sont tuées puis enterrées dans deux fosses communes dont l'emplacement demeure encore inconnu. Parmi ceux qui ont péri lors de la destruction et l'assaut du château, il y avait parmi les prisonniers un vicaire originaire de Hildesheim. Le suffragant de Hildesheim n'était pas parmi les prisonniers relâchés lors des négociations, car il était mort pendant son incarcération, peu de temps avant l'assaut du château.
Gerhard perd un important bastion dans la région de l'Oberstift alors qu'Ernest et ses troupes récupèrent un château complètement ruiné. La résidence est en effet inutilisable et les fortifications qui l'entourent sont réduites à l'état de décombres. Le donjon a quant à lui résisté à l'explosion et divers occupants l'utilisent plus tard comme tour de guet pendant la guerre de Trente Ans. Les troupes d'Ernest, sous le commandement de son frère, envahissent la région et les 7,3 kilomètres reliant Godesberg et Bonn ressemblent plus à un camp militaire qu'à une route, tandis que quelques cavaliers et escadrons italiens payés par le pape patrouillent tout autour de la forteresse. Quarante compagnies d'infanterie wallonnes et bavaroises se dirigent ensuite vers Bonn, capitale de l'électorat. Ils assiègent la ville le 21 décembre 1583 jusqu'à sa reddition le 28 janvier 1584.

## Conséquences

### Conséquences immédiates

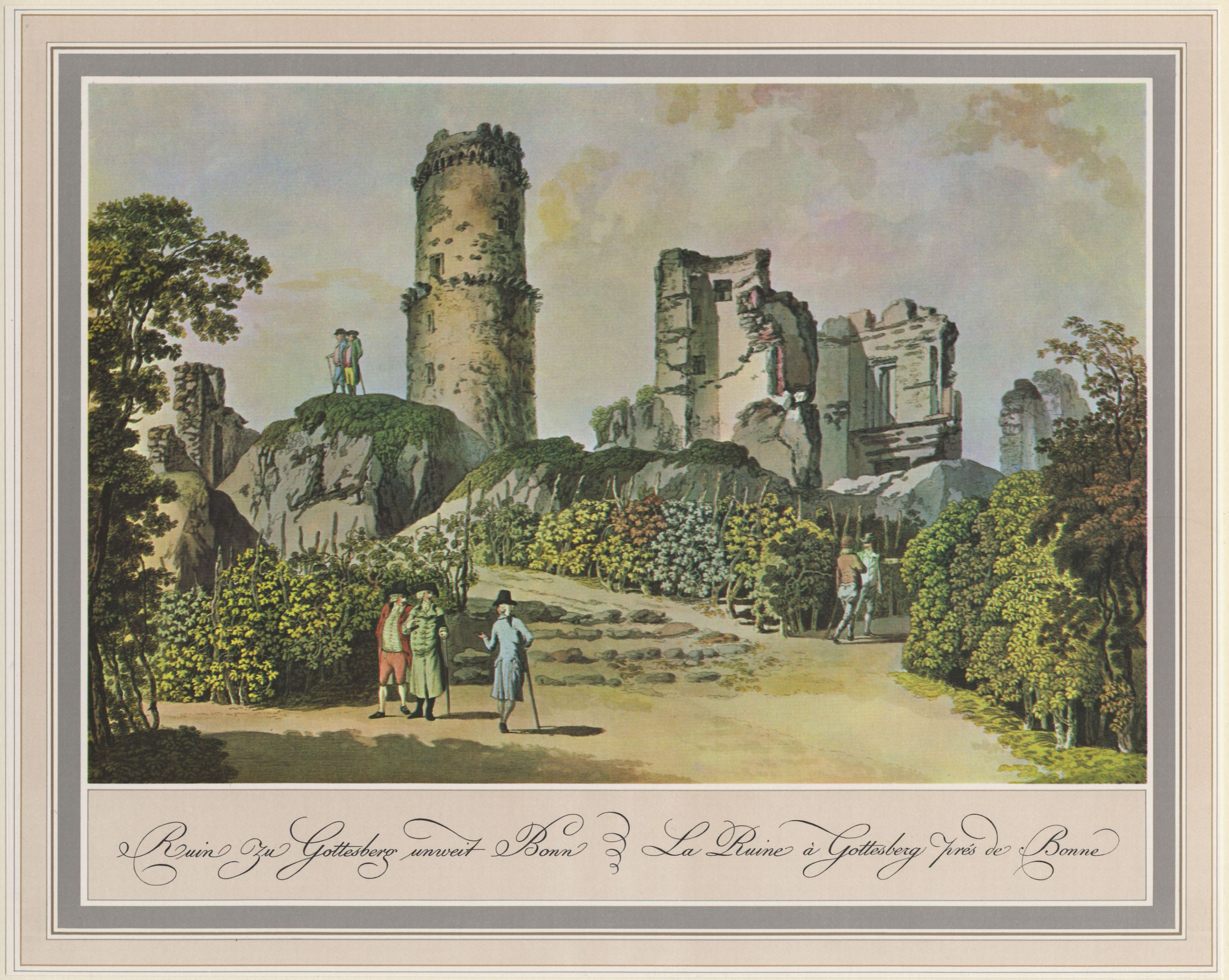
Cette représentation du XVIIIe siècle montre les effets de l'explosion sur les murs du château.

Le siège de Godesburg n'est en fait qu'un avant-goût des évènements à venir. C'est en effet le premier siège de la guerre de Cologne et la destruction du château a finalement entraîné la chute non seulement de Bonn, mais aussi de plusieurs autres villes importantes de l'électorat de Cologne comme Hülchrath, Neuss et Werl. Plusieurs petites villes fortifiées comme Gelsenkirchen, Unkel et Brühl sont également endommagées ou complètement détruites pendant le déroulement du siège. Outre les dommages causés aux villes, les partisans d'Ernest ont réussi à limiter les circuits commerciaux, ce qui non seulement paralyse les ressources financières de Gerhard, mais entraîne des difficultés économiques sérieuses dans la vie quotidienne des habitants.
Les progrès dans le domaine de l'architecture militaire au cours du siècle précédent ont favorisé la construction et l'amélioration de forteresses qui peuvent désormais résister à l'impact des boulets de canon et des obus de mortier. Pour Gerhard comme pour Ernest, gagner la guerre exige la mobilisation de suffisamment d'hommes et de matériel pour venir à bout de l'artillerie ennemie. Le château n'est en effet protégé que par une petite garnison mais Ernest est quand même obligé de déployer une artillerie coûteuse et suffisamment d'hommes afin d'attaquer les remparts. De plus, il doit maintenir et défendre sa progression au fur et à mesure de l'avancement du siège. Même si l'offensive des Bavarois a résulté en la destruction de la forteresse, Godesburg est assiégé de nouveau en 1586 et en 1588, à cause de sa localisation stratégique sur la route reliant Bonn et Coblence. La guerre de Cologne, qui est similaire à la révolte des Gueux, n'est pas une guerre conventionnelle dont l'issue se joue sur le champ de bataille mais plutôt une succession de sièges à l'artillerie lourde. Il a donc fallu la présence d'hommes capables d'utiliser des machines de guerre modernes, ce qui nécessite des ressources économiques considérables mais également une grande volonté politique et militaire, indispensable pour déployer et maintenir ces forces.

Le blason contemporain de Bad Godesberg représente un donjon médiéval, avec un écu blanc orné de la croix noire des Croisés de l'électorat de Cologne.

La destruction d'une forteresse aussi importante et moderne que Godesburg fut à l'époque un évènement notable. Lorsque Frans Hogenberg et Georg Braun ont compilé Civitates orbis terrarum, un recueil mettant en valeur des lieux mythiques, ils y incluent la gravure de Hogenberg illustrant la destruction du château, qui est alors considérée comme un tournant dans l'histoire de l'électorat. Hogenberg a quant à lui vécu à Bonn et à Cologne en 1583, et a probablement vu le site de ses propres yeux. Après avoir détruit la forteresse de Godesburg, les Bavarois trouvent une grande dalle de marbre dans les ruines : sans doute la première pierre du château, expulsée par la puissance de l'explosion. Cette pierre est un bloc de marbre noir avec une inscription latine marquant le début de la construction de la forteresse par Dietrich Ier d'Hengebach en 1210 : « ANNO - D (OMI)NI - M-C-C-X - GUDENSBERG - FUNDATUM - E (ST) - A - TEODERICO - EP (ISCOP)O - I (N) - DIE - MAUROR (UM) - M (A)R (TYRUM) ». Une inscription en or a été rajoutée à l'arrière de la pierre, indiquant qu'elle a été retrouvée « au sommet même des ruines du mur ». Ferdinand apporte la pierre à Munich, où elle est conservée dans un musée, à côté d'une fresque dans une arcade commémorant le siège. De nos jours, cette pierre est conservée au Rheinisches Landesmuseum de Bonn,.

### Conséquences à long terme
La défaite de Gerhard bouleverse l'équilibre des pouvoirs au sein du collège électoral du Saint-Empire romain. En 1589, Ernest de Bavière devient prince-électeur de Cologne, ce qui fait de lui le premier membre de la maison de Wittelsbach, dont l'autorité sur les territoires du nord-est de l'Allemagne a perduré jusqu'au milieu du XVIIIe siècle, à occuper ce poste. Par la suite, cette période est marquée par une succession d'élections de princes bavarois au trône de l'archevêque et au siège du prince-électeur. Cela permet à la famille d'obtenir deux voix dans le choix des candidats impériaux, ce qui plus tard engendre des ramifications au sein de l'electorat.

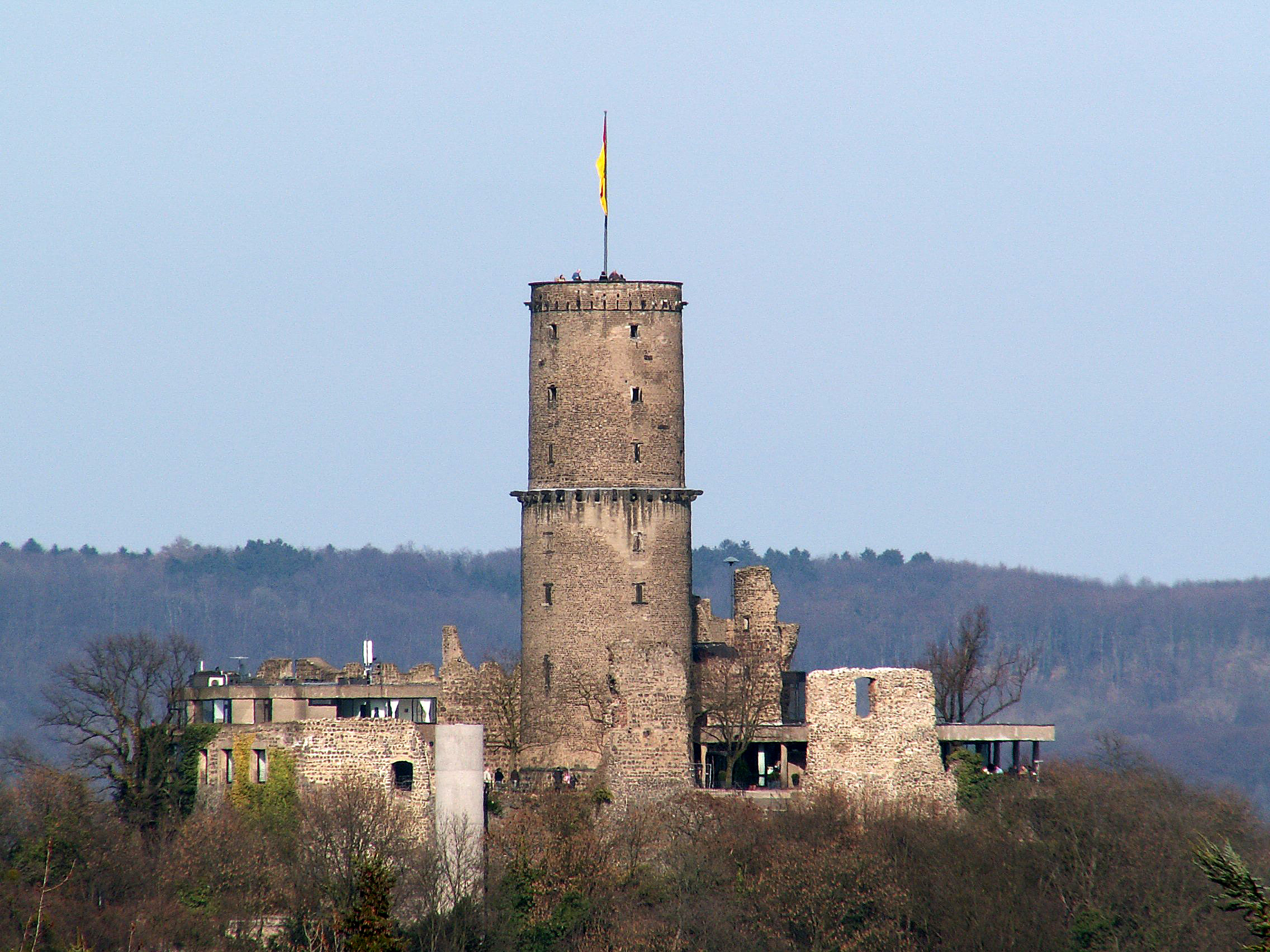
Les ruines de la forteresse de nos jours.

En 1740, Charles Albert, duc de Bavière, revendique le droit au titre impérial. Son frère Clément-Auguste de Bavière, alors archevêque et prince-électeur, vote en sa faveur et l'intronise secrètement à Francfort. Le déplacement perpétuel de l'orbe impérial, de la Maison des Habsbourg à la famille Wittelsbach, n'est résolu que par l'ascension de Maximilien III Joseph de Bavière qui, avec le traité de Füssen, renonce à toute prétention impériale. La défaite de Gerhard affecte également l'équilibre religieux dans les États du nord-ouest. Bien que la Paix d'Augsbourg de 1555 ait abordé très tôt le problème du pluralisme religieux dans la région, elle a paradoxalement fait évoluer de simples conflits juridiques généralement locaux en guerre dynastique et religieuse, comme le démontre la guerre de Cologne elle-même. Les conséquences de la guerre de Cologne ont cependant permis à la contre-réforme de s'implanter dans le Bas-Rhin. Étant un fruit de l'éducation catholique, Ernest invite tous les jésuites à se rendre sur le territoire afin de faire imposer le catholicisme, tâche à laquelle les fidèles s'attellent avec conviction, en chassant au passage les pasteurs protestants des paroisses, parfois par la force, et en rétablissant l'éducation au catéchisme et les visites pastorales. Alors qu'une grande partie de la communauté protestante est convertie, les jésuites exercent une surveillance stricte pour identifier les protestants récalcitrants et rebelles. La réintroduction du catholicisme par les jésuites reporte d'un demi-siècle la résolution des problèmes religieux en Allemagne.

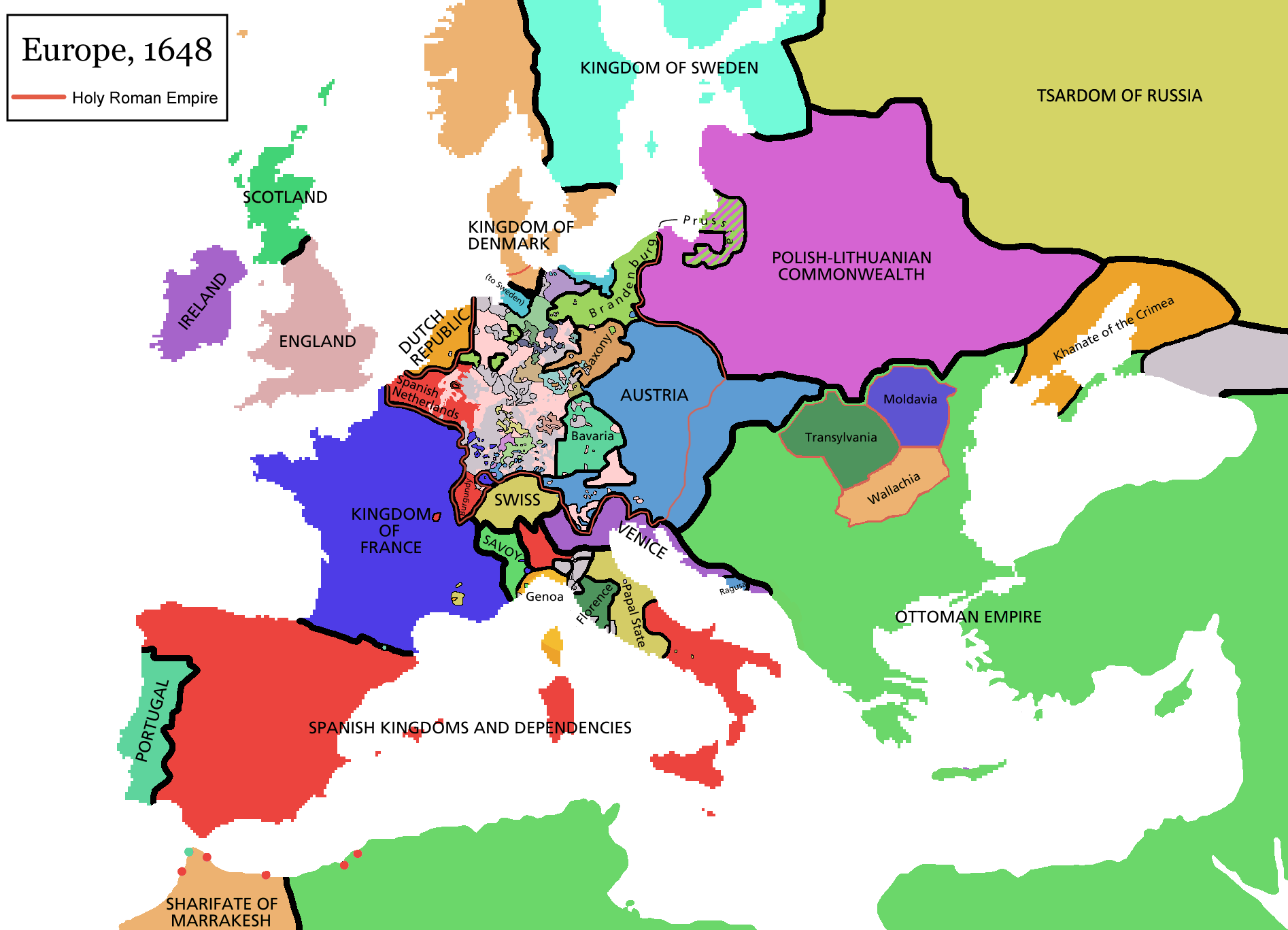
Carte de l'Europe après les traités de Westphalie de 1648.

Enfin, la tradition allemande qui met en valeur une certaine autonomie locale et régionale favorise des différences structurelles et culturelles au sein même du Saint-Empire romain, alors que les autres États européens comme la France, l'Angleterre et l'Espagne se dirigent vers un régime plus centralisé. L'intervention de mercenaires espagnols, français, italiens, hollandais, anglais et écossais dans cette guerre, ainsi que l'influence directe du pape ont changé la dynamique des conflits confessionnels et dynastiques internes allemands. Les grands acteurs de la scène politique européenne du début de l'ère de l'Europe moderne se sont rendu compte qu'ils pouvaient renforcer leurs propres positions les uns par rapport aux autres en s'entraidant, en promouvant ou en sapant la concurrence locale et régionale entre les princes allemands, comme ils l'ont déjà fait lors de la querelle entre Gerhard et Ernest. Inversement, les princes, ducs et comtes allemands ont constaté qu'ils pouvaient acquérir un avantage sur leurs concurrents en faisant la promotion des intérêts de leurs puissants voisins.
L'implication de plus en plus importante de mercenaires étrangers, comme l'armée espagnole des Flandres, dans les luttes religieuses ou politiques qui secouent les États allemands, participe à l'internationalisation de conflits locaux, problème qui n'est réglé qu'avec les traités de Westphalie de 1648. Malgré ces règlements diplomatiques, les États allemands demeurent vulnérables aux interventions extérieures et aux divisions religieuses, comme c'est le cas tout au long de la guerre de Cologne.